# Metro Boomin
Ліланд Тайлер Вейн (англ. Leland Tyler Wayne), більш відомий як Метро Бумін (англ. Metro Boomin) — американський продюсер із Сент-Луїса, Міссурі. Є лауреатом премій «Продюсер року 2016» та «Продюсер року 2017». Відомий своїм «темним» стилем продюсування та його впливом на сучасний хіп-хоп і треп.

## Ранні роки
Ліланд Тайлер Уейн народився 16 вересня 1993 року у місті Сент-Луїс, США. Він має одного брата.
У середній школі Метро займався грою на бас-гітарі. Але, як його мати купила йому ноутбук, він зацікавився бітмейкінгом. На той момент йому було 13 років, він навчався у 7 класі. Вивчивши основи роботи з FL Studio, юнак робив у середньому 5 бітів на день. Спочатку він робив біти, щоб потім записувати з ними пісні, але згодом зрозумів, що йому краще стати хіп-хоп продюсером. Він мав значні успіхи, але все ж не міг повністю віддатися музиці, оскільки навчався у школі, тому він почав використовувати соціальні мережі для зв'язку з реп-артистами, щоб отримати впізнаваність.

## Дискографія

### Альбоми
| Рік  | Назва                     | Деталі | Продані копії | Нагороди                       |
| ---- | ------------------------- | --- | ------------- | ------------------------------ |
| 2013 | 19 & Boomin               | - Випущено: 7 жовтня - Лейбл: самостійний реліз - Формат: цифрове завантаження                                  | US:           | -                              |
| 2018 | Not All Heroes Wear Capes | - Випущено: 2 листопада - Лейбл: Boominati, Republic - Формат: потокове, цифрове завантаження, компакт-диск, LP | US: 500,000   | - RIAA: Platinum - BPI: Silver |
| 2022 | Heroes & Villains         | - Випущено: 2 грудня - Лейбл: Boominati, Republic - Формат:потокове, цифрове завантаження, компакт-диск         | US:           | -                              |

#### Спільні альбоми
| Рік  | Назва                                           | Деталі | Продані копії | Нагороди                |
| ---- | ----------------------------------------------- | --- | ------------- | ----------------------- |
| 2016 | Savage Mode (за участю 21 Savage)               | - Випущено: 15 липня - Лейбл: самостійний реліз - Формат: цифрове завантаження                                                                                | US:           | - RIAA: Gold            |
| 2017 | Perfect Timing (за участю Nav)                  | - Випущено: 21 липня - Лейбл: Boominati, XO, Republic - Формат: потокове, цифрове завантаження                                                                | US:           | - RIAA: Gold - MC: Gold |
| 2017 | Without Warning (за участю Offset та 21 Savage) | - Випущено: 31 жовтня - Лейбл: Boominati Worldwide, Republic, Epic, Capitol, Motown, Quality Control, Slaughter Gang - Формат: потокове, цифрове завантаження | US: 53,000    | -                       |
| 2017 | Double or Nothing (за участю Big Sean)          | - Випущено: 8 грудня - Лейбл: Boominati, Republic, Universal, GOOD, Def Jam - Формат: потокове, цифрове завантаження, компакт-диск                            | US: 65,000    | -                       |
| 2020 | Savage Mode II (за участю 21 Savage)            | - Випущено: 2 жовтня - Лейбл: Slaughter Boomin, Epic, Boominati, Republic - Формат: потокове, цифрове завантаження, компакт-диск, LP                          | US:           | - RIAA: Gold            |

### Саундтреки
| Рік  | Назва                               | Деталі                                                                     | Продані копії | Нагороди |
| ---- | ----------------------------------- | -------------------------------------------------------------------------- | ------------- | -------- |
| 2023 | Spider-Man: Across the Spider-Verse | - Випущено: 2 червня - Лейбл: Republic, UMG - Формат: цифрове завантаження | US:           | -        |